# Niclas Jensen
Niclas Jensen (Copenaghen, 17 agosto 1974) è un ex calciatore danese, di ruolo terzino.

## Palmarès

### Club

#### Competizioni nazionali
- First Division: 1

Manchester City: 2001-2002
- Supercoppa dei Paesi Bassi: 2

PSV: 1996, 1997
- Campionato olandese: 1

PSV: 1996-1997
- Campionato danese: 3

Copenhagen:2000-2001, 2008-2009, 2009-2010
- Coppa Ørestad: 1

Copenhagen: 2000
- Supercoppa di Danimarca: 1

Copenhagen: 2004
- Coppa di Danimarca: 1

Copenhagen: 2008-2009